# Gorod Stoliz
Gorod Stoliz (russisch Город Столиц, deutsch ‚Stadt der Hauptstädte‘, englisch Capital City / City of Capitals) bezeichnet zwei Wolkenkratzer in der russischen Hauptstadt Moskau. Die beiden Gebäude sind Teil des neuen Geschäftszentrums Moskau City.
Die Bauarbeiten wurden im Jahr 2005 begonnen. Das Richtfest der beiden Türme war Ende des Jahres 2009, vollständig beendet wurden die Arbeiten im Sommer 2010.

## Beschreibung
Die beiden Türme heißen Moskwa und Sankt-Peterburg. Sie haben eine Höhe von 302 Metern und 257 Metern. Der erste Turm ist damit das vierthöchste Gebäude in Europa. Höher sind nur das Lachta-Zentrum in St. Petersburg mit 462 Metern, der Mercury City Tower in Moskau mit 338 Metern sowie The Shard in London mit knapp 310 Metern. Der Turm ist auch das erste Gebäude des Kontinents, das höher als 300 Meter ist. Mit einer Höhe von 257 Metern ist der zweite Turm immerhin noch das sechsthöchste der Stadt. Auf den 76 bzw. 65 Etagen der Wolkenkratzer sollen luxuriöse Appartements entstehen. Durch ihre Gestaltung, die wirkt, als ob die Türme aus mehreren versetzt aufeinander gestapelten „Bauklötzchen“ bestehen würden, sollen sie in der Skyline der Stadt besonders auffallen.